# Pingu in the City
Pingu in the City (Japanese: ピングー in ザ・シティ, Hepburn: Pingū in za Shiti), chamada de Pingu na Cidade no Brasil, é uma série de TV japonesa em computação gráfica, co-produzida pela Mattel Creations, NHK, NHK Enterprises e Polygon Pictures. É um Reboot baseado na série de animação em stop-motion, Pingu, da HIT Entertainment. A série foi ao ar pela primeira vez em todas as estações NHK no Japão em 7 de outubro de 2017 a 30 de março de 2019.

## No Brasil
No Brasil é distribuída pela Sato Company e é transmitido desde 2019 pelo canal por assinatuira Gloobinho, além de estar disponível no Globoplay.
Em março de 2020, em decorrência da pandemia do COVID-19, a Globoplay disponibilizou o anime, junto com sua programação infantil, gratuitamente.